# Bryan Steil

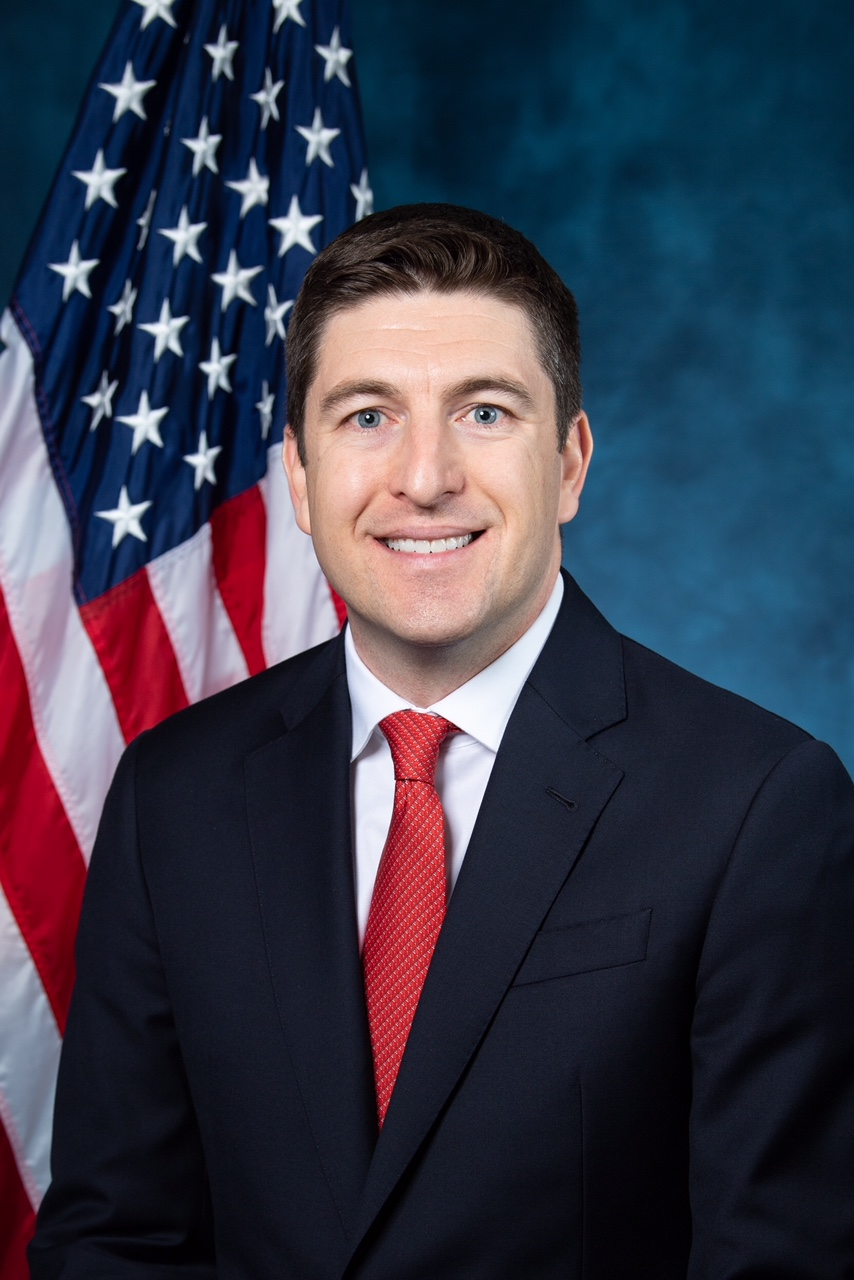
Bryan Steil 2019

Bryan George Steil (* 3. März 1981 in Janesville, Wisconsin) ist ein amerikanischer Politiker der Republikanischen Partei und Jurist. Seit Januar 2019 vertritt er den ersten Distrikt des Bundesstaats Wisconsin im Repräsentantenhaus der Vereinigten Staaten.

## Leben
Steil wuchs in Janesville auf und besuchte dort die Janesville Craig Highschool. Er studierte zunächst Wirtschaftswissenschaft an der Georgetown University und erwarb einen Bachelor of Science. Anschließend wurde er an der University of Wisconsin–Madison zum Jurist ausgebildet und schloss dieses Studium 2007 mit einem Juris Doctor (J.D.) ab. Nach seinem Studium arbeitete er als juristischer Berater im Büro von Paul Ryan und bei der Anwaltskanzlei McDermott Will & Emery. Seit 2009 arbeitete er als Jurist im verarbeitenden Gewerbe. Bryan Steil ist Katholik.
2016 wurde er Mitglied des Universitätsverwaltungsrats der University of Wisconsin.

## Politik
Steil trat im ersten Kongresswahlbezirk von Wisconsin an, wo der vorherige Sprecher des Repräsentantenhauses, Paul Davis Ryan, Jr., nicht erneut kandidierte. Er setzte sich in den republikanischen Vorwahlen mit 51,6 % der Stimmen gegen fünf andere Bewerber durch. Die allgemeinen Wahlen gewann er mit 54,6 % gegen den Kandidaten der Demokraten, Randy Bryce, der 42,3 % erhielt. Im Jahr 2020 setzte er sich mit 59,3 % gegen den Demokraten Roger Polack durch. Die Primary (Vorwahl) seiner Partei für die Wahlen 2022 am 9. August konnte er ohne nominellen Gegner mit 99,2 % klar gewinnen. Er trat dadurch am 8. November 2022 gegen Ann Roe von der Demokratischen Partei und Charles Barman von der The Going Away Party an. Er konnte diese Wahl mit 54,1 % der Stimmen für sich entscheiden. Die Wahl 2024 gegen den Demokraten Peter Barca gewann er mit 54,0 % der Stimmen  ebenfalls und ist damit im Repräsentantenhaus des 119. Kongresses vertreten, der bis zum 3. Januar 2027 läuft.

### Ausschüsse
Er ist aktuell Mitglied in folgenden Ausschüssen des Repräsentantenhauses:
- Committee on Financial Services
  - Capital Markets
  - Digital Assets, Financial Technology, and Artificial Intelligence
- Committee on House Administration
- Joint Committee on Printing
- Joint Committee on the Library